# Claude de Beauvilliers (abbesse)
Pour les articles homonymes, voir Beauvilliers.
Claude Beauvilliers de Saint-Aignan, dite Claude II en religion, née le 4 avril 1573 à La Ferté-Hubert (Loir-et-Cher) et morte le 20 janvier 1626 à Couilly (Seine-et-Marne), est une abbesse et religieuse bénédictine française.

## Biographie

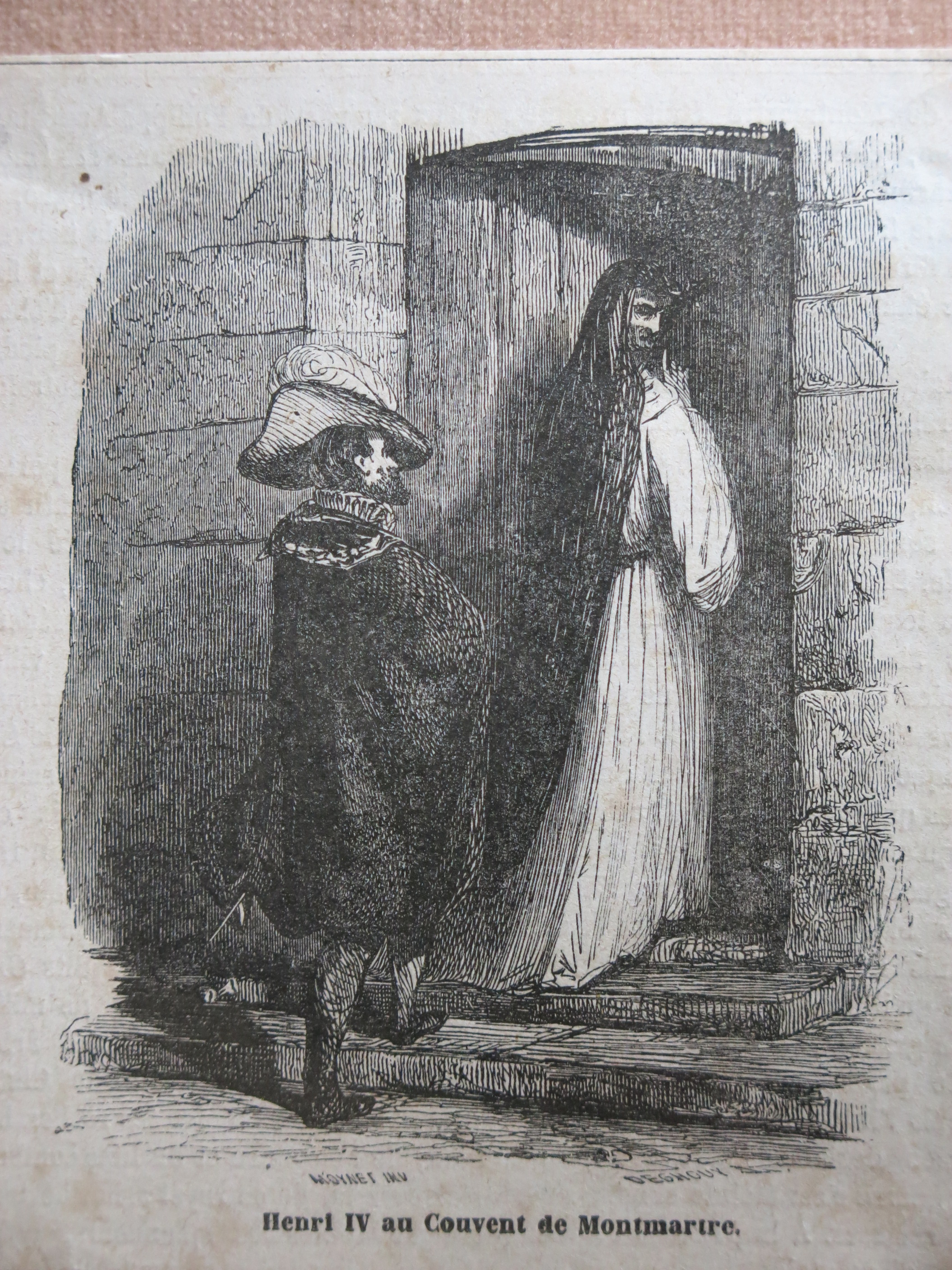
Henri IV au couvent de Montmartre, gravure de Léopold Deghouy d'après Jean-Pierre Moynet.

Née au château de La Ferté-Hubert, Claude Beauvilliers est la fille de Claude II de Beauvilliers (1542-1583), comte de Saint-Aignan, gouverneur général du Berry et de l'Anjou à sa naissance, baron de La Ferté-Hubert, de La Salle-lès-Cléry et de Lussay, gouverneur de Bourges, et de Marie Babou de La Bourdaisière. , fille d'honneur de Mary Stuart en 1560, fille de Jean II, comte de Sagonne et Grand maître de l'artillerie, et de Françoise Robertot, dame d'Alluyes,
Claude Beauvilliers entre en 1575 à l'abbaye de Montmartre, près de Paris, pour y recevoir l'éducation de sa grand-tante Catherine de Clermont, dont la mère Anne de Poitiers est la sœur cadette de Diane de Poitiers, favorite du roi ; elle est donc la tante de cette dernière. Nommée par le roi Henri II en 1548, elle donne une très bonne éducation à Claude Beauvilliers qui prononce ses vœux en 1588. Mais elle envisage une autre parente, Élisabeth de Crussol pour lui succéder à la tête de l'abbaye, Claude Beauvilliers étant encore très jeune. Mais Catherine de Clermont meurt le 11 septembre 1589 et les religieuses réunies élisent Claude de Beauvilliers pour 37e abbesse. Elle endosse la lourde responsabilité de diriger une des plus riches abbayes de Paris. Elle ne reçut pas son brevet à cause de la guerre civile qui ruinait le pays.
Au début du mois de mai 1590, Henri IV décide de faire le siège de Paris qui est acquise à la cause de la Ligue catholique et au duc de Mayenne qui refusaient de reconnaitre le navarrais comme roi de France, car celui-ci était toujours protestant. Devant la résistance des Parisiens, il bombarda sans succès la ville, puis opta pour l'attaque, vint mettre sur la butte Montmartre deux pièces d'artillerie et installa son poste de commandement à l'abbaye. Il y fit connaissance de l'abbesse Claude de Beauvilliers, dont l'historien Henri Sauval mentionne qu'après avoir demandé une aide au roi qui la lui accorda de suite, elle le remercia quelques jours plus tard, puis devint sa maîtresse. Elle s'attacha au roi, le suivit et vécut avec lui pendant quelque temps, puis les obligations militaires du souverain lui firent quitter l'abbaye pour partir vers l'abbaye royale de Longchamp, où il fut séduit passagèrement par la religieuse Catherine de Verdun.
À fin d'août 1590, il rappela Claude de Beauvilliers auprès de lui. Apprenant que le duc de Parme, à la tête des Espagnols, arrivait au secours des Parisiens, Henri IV leva le siège de Paris qui avait duré trois mois et se replia avec Claude de Beauvilliers et ses troupes sur Senlis. Elle s'imagina un moment que le roi l'épouserait après avoir divorcé de la reine Margot, avec laquelle il n'avait pas d'héritier. Le roi vanta la beauté de sa maîtresse auprès du duc de Bellegarde, mais celui-ci prétendit que la sienne était encore plus belle. Il demanda à la voir et en tomba de suite amoureux. Il s'agissait de Gabrielle d'Estrées, cousine de sa maîtresse. 
Claude de Beauvilliers quitta Senlis pour rejoindre l'abbaye de Montmartre. Toutefois, le roi lui avait promis de lui donner une autre abbaye et, comme pour Catherine de Verdun, le monarque tint sa promesse et lui donna l'abbaye du Pont-aux-Dames en 1594, succédant à Isabelle de Chabannes qui y fut abbesse de 1551 à 1590. À cette époque, l'abbaye de Montmartre avait la réputation d'être un lupanar car les religieuses désargentées et n'ayant rien à manger se livraient à la prostitution pour survivre.
Catherine Havard prend la direction de l'abbaye de Montmartre jusqu'en 1597, date à laquelle Henri IV nommera la sœur de Claude, Marie Catherine de Beauvilliers, à la réputation de sainte, qui réformera l'abbaye en profondeur aussi bien dans les mœurs que dans la réfection des bâtiments délabrés. Claude de Beauvilliers fit faire des travaux d'embellissement dans sa nouvelle abbaye qu'elle conserva jusqu'à sa mort survenue le 20 janvier 1626. Elle fut inhumée dans le chœur de l'église conventuelle de l'abbaye du Pont-aux-Dames. Sa tombe adossée à la muraille portait l'inscription suivante : « Ci-gist sœur Claude Beauvilliers de Saint-Aignan, abbesse de ce lieu où, pendant trente cinq ans, elle a réduit tout son travail à la gloire de Dieu, à l'honneur de son Ordre et au bien particulier de sa maison, relevant ce monastère caduc et démoly de toutes parts, établissant la discipline en sa première forme et instruisant de paroles et d'exemples en grand nombre de filles qu'elle a reçues à profession. Priez pour son âme ».

## Fratrie
Claude de Beauvilliers, comte de Saint-Aignan, gouverneur du Berry et de l'Anjou, épouse en 1560 Marie Babou de La Boudaisière, fille de Jean Babou, chevalier, sieur de La Boudaisière, baron de Sagonne, bailli de Touraine, et Marie Gaudin. Ils eurent ensemble :
- Hercule de Beauvilliers, mort en Flandres au service du roi en 1583 ;
- Léonard, mort jeune, sans alliance et sans postérité ;
- Honarat (1579-1622), qui continue la postérité ;
- Anne (1566-1636), épouse en premières noces Ory du Châtel, baron d'Evilly, et en secondes noces Pierre Forget, secrétaire d'État, sieur de Fresne, morte sans postérité ;
- Claude (1573-1626), abbesse de Montmartre et du Pont-aux-Dames ;
- Marie (1574-1657), abbesse de Montmartre jusqu'à sa mort ;
- Françoise (1580-1624), abbesse de l'abbaye d'Avenay, Saint-Pierre de Lyon, Val d'Or de 1609 à 1624.